# Heterocerus kiesenwetteri
Heterocerus kiesenwetteri là một loài bọ cánh cứng trong họ Heteroceridae. Loài này được Steinheil miêu tả khoa học đầu tiên năm 1869.